# Serica nebulosa
Serica nebulosa är en skalbaggsart som beskrevs av Ahrens 1999. Serica nebulosa ingår i släktet Serica och familjen Melolonthidae. Inga underarter finns listade i Catalogue of Life.